# A Monster Like Me
Az A Monster Like Me (magyarul: Egy olyan szörnyeteg, mint én) egy dal, amely Norvégiát képviselte a 2015-ös Eurovíziós Dalfesztiválon, Bécsben Mørland és Debrah Scarlett előadásában. A dal a 2015. március 14-én rendezett norvég nemzeti döntőben nyerte el az indulás jogát, ahol a zsűri és a nézői szavazatok együttese alakította ki a végeredményt. A dalhoz videóklip is készült, melyet 2015. február 20-án mutatták be.

## Eurovíziós Dalfesztivál
A dalt az Eurovíziós Dalfesztiválon először a május 21-i második elődöntőben adták elő, fellépési sorrendben hatodikként a Máltát képviselő Amber Warrior című dala előtt és a Portugáliát képviselő Leonor Andrade Há um mar que nos separa című dala előtt. Az elődöntőből a negyedik helyen jutottak tovább a május 23-i döntőbe, ahol fellépési sorrendben kilencedikként léptek fel a Szerbiát képviselő Bojana Stamenov Beauty Never Lies című dala után, és a Svédországot képviselő Måns Zelmerlöw Heroes című dala előtt. A pontozás során a nyolcadik helyen végeztek 102 ponttal.
A következő norvég induló a Agnete Icebreaker című dala volt a 2016-os Eurovíziós Dalfesztiválon.

## Kapcoslódó szócikkek
- A dal előadása a norvég nemzeti döntőben. YouTube-videó, NRK, 2015. március 14.
- A dal videóklipje. YouTube-videó, Eurovision Song Contest, 2015. március 16.